# Caloundra International
Il Caloundra International è un torneo di tennis che si giocava a Caloundra in Australia su campi in cemento.

## Albo d'oro

### Singolare
| Anno       | Campione          | Finalista        | Punteggio      |
| ---------- | ----------------- | ---------------- | -------------- |
| 2012       | Marinko Matosevic | Greg Jones       | 6–0, 6–2       |
| 2011       | Grega Žemlja      | Bernard Tomić    | 7–6(4), 6–3    |
| 2010- 2008 | Non disputato     | Non disputato    | Non disputato  |
| 2007       | Joseph Sirianni   | Todd Widom       | 7–6(2), 7–6(5) |
| 2006       | Lu Yen-hsun (2)   | Peter Luczak     | 6–3, 6–1       |
| 2005       | Peter Luczak      | Alun Jones       | 7–5, 7–6(1)    |
| 2004       | Lu Yen-hsun (1)   | Takahiro Terachi | 6–0, 7–5       |

### Doppio
| Anno       | Campioni                      | Finalisti                          | Punteggio        |
| ---------- | ----------------------------- | ---------------------------------- | ---------------- |
| 2012       | John Peers John-Patrick Smith | John Paul Fruttero Raven Klaasen   | 7–6(5), 6–4      |
| 2011       | Matthew Ebden Samuel Groth    | Pavol Červenák Ivo Klec            | 6–3, 3–6, [10–1] |
| 2010- 2008 | Non disputato                 | Non disputato                      | Non disputato    |
| 2007       | Chen Ti Jun Woong-sun         | Ivan Čerović Vjekoslav Skenderović | 6–2, 6–3         |
| 2006       | Nathan Healey Robert Smeets   | Carsten Ball Adam Feeney           | 6–3, 6–2         |
| 2005       | Peter Luczak Shannon Nettle   | Robert Smeets Aleksandar Vlaski    | 6(4)–7, 6–4, 6–2 |
| 2004       | Luke Bourgeois Lu Yen-hsun    | Mark Hlawaty Shannon Nettle        | 7–6(2), 7–5      |